# スプラッタード・エントレイルズ
スプラッタード・エントレイルズ(Splattered Entrails)は、デスメタルバンド、Expulsive IncisionのメンバーであるAnthony Bencivenga(G)とMike O'Hara(Dr)が2004年に立ち上げたデスメタル、ゴアグラインドプロジェクト。
主にスプリットCDを中心に活動。2006年後半からは日本風アニメによる猟奇的アートワークが目立つ。

## メンバー
- Tyler Lauer - ボーカル
- Paul Licht - ギター
- John Gallo - ベース
- Mike O'Hara - ドラムマシン、ギター、ボーカル
- Anthony Bencivenga - ボーカル（ライブ）

Expulsive Incisionではギターを担当。
- Ian Stevenson - ドラムマシン（ライブ）

活動当初、AnthonyとMikeはそれぞれLord Diprosopus、Lord Empyma名義だった。

## ディスコグラフィー

### アルバム
- CARNIVOROUS PARASITIC INFECTION (2006)
- GRINDUSTRIALIZATION (2006)
- FLESH OUT OF THE OVEN (2006)
- CHOKING ON THE ROT (2007)

### スプリット
- TRIPLE FISTFUCK FANATIC (with Septic Mutation, Hemorrhoidal Anal Suffering / 2006)
- DECOMPOSING DRILLPRESS DEFORMATION (with Repugnant Stench / 2007)
- SPLIT WITH GORE SPLATTER (with Gore Splatter / 2007)